# اندیس فارسیان۱
فارسیان۱ یک اندیس فلزی است که در حوالی شهر رامیان استان گلستان قرار دارد و مادهٔ معدنی موجود در آن، مس است. و دیرینگی آن به دوران سن  می‌رسد. 